# Глобине (футбольний клуб)
Футбольний клуб «Глобине» — український аматорський футбольний клуб з однойменного міста Полтавської області, заснований у 2011 році. Виступає у Чемпіонаті та Кубку Полтавської області.  Домашні матчі приймає на стадіоні «Старт».

## Досягнення

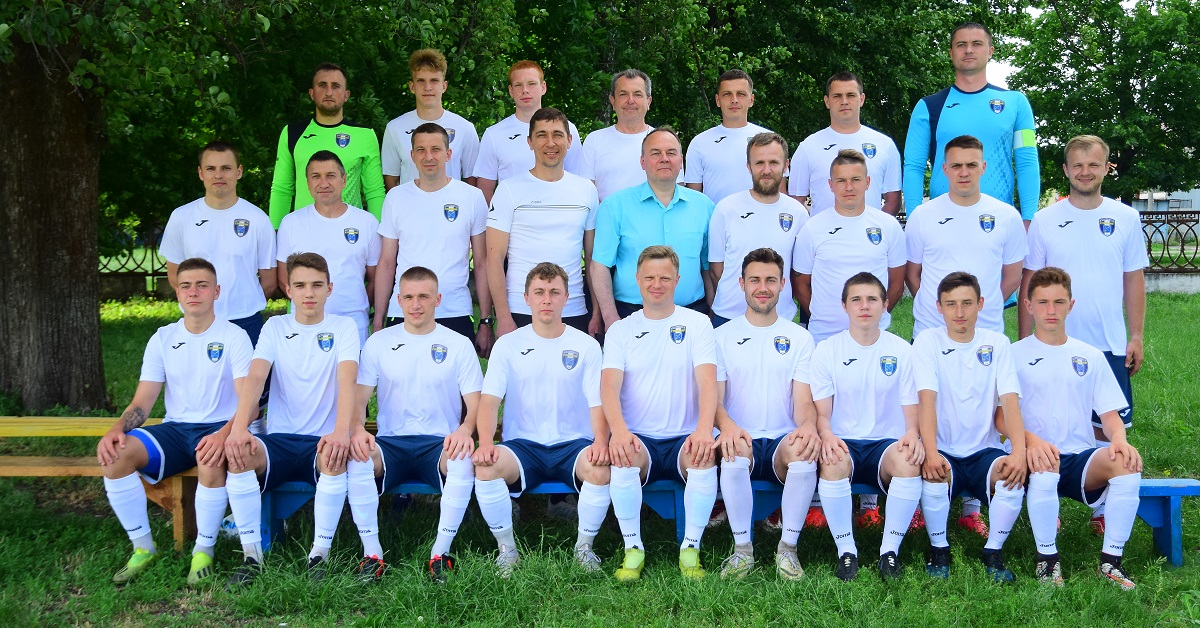
Команда «Глобине» в червні 2020 року

- Чемпіонат Полтавської області
  - Бронзовий призер: 2014
- Кубок Полтавської області
  - Фіналіст: 2015.